# Freccia Vallone femminile 2022
La Freccia Vallone femminile 2022, venticinquesima edizione della corsa, valida come prova di classe 1.WWT dell'UCI Women's World Tour 2022, si è svolta il 20 aprile 2022 su un percorso di 133,4 km con partenza da Huy e arrivo al Muro di Huy, in Belgio. La vittoria è andata all'italiana Marta Cavalli, la quale ha completato il percorso in 3h38'37", alla media di 36,612 km/h, precedendo le olandesi Annemiek van Vleuten e Demi Vollering.
Delle 128 cicliste partite, 111 hanno portato a termine la competizione.

## Squadre e corridori partecipanti
| N.      | Cod. | Squadra                 |
| ------- | ---- | ----------------------- |
| 1-6     | SDW  | Team SD Worx            |
| 11-16   | CSR  | Canyon-SRAM Racing      |
| 21-26   | TFS  | Trek-Segafredo          |
| 31-36   | MOV  | Movistar Team Women     |
| 41-46   | UAD  | UAE Team ADQ            |
| 51-56   | DSM  | Team DSM                |
| 61-66   | FDJ  | FDJ Nouvelle-Aquitaine  |
| 71-76   | BEX  | Team BikeExchange-Jayco |
| 81-83   | JVW  | Jumbo-Visma Women Team  |
| 91-95   | TIB  | EF Education-Tibco-SVB  |
| 101-105 | LIV  | Liv Racing Xstra        |
| 111-115 | UXT  | Uno-X Pro Cycling Team  |

| N.      | Cod. | Squadra                       |
| ------- | ---- | ----------------------------- |
| 121-125 | HPW  | Human Powered Health          |
| 131-135 | CGS  | Roland Cogeas Edelweiss Squad |
| 141-145 | VAL  | Valcar-Travel & Service       |
| 151-154 | PHV  | Parkhotel Valkenburg          |
| 161-166 | PLP  | Plantur-Pura                  |
| 171-175 | LEW  | Le Col-Wahoo                  |
| 181-186 | ARK  | Arkéa Pro Cycling Team        |
| 191-196 | LSL  | Lotto Soudal Ladies           |
| 201-206 | COF  | Cofidis Women Team            |
| 211-214 | BCV  | Bingoal Casino-Chevalmeire    |
| 221-226 | BPK  | BePink                        |
| 231-235 | ASC  | Andy Schleck-CP NVST          |

## Ordine d'arrivo (Top 10)
| Pos. | Corridore            | Squadra   | Tempo    |
| ---- | -------------------- | --------- | -------- |
| 1    | Marta Cavalli        | FDJ       | 3h38'37" |
| 2    | Annemiek van Vleuten | Movistar  | s.t.     |
| 3    | Demi Vollering       | SD Worx   | a 10"    |
| 4    | Ashleigh Moolman     | SD Worx   | a 17"    |
| 5    | Mavi García          | UAE       | a 21"    |
| 6    | Elisa Longo Borghini | Trek      | a 30"    |
| 7    | Liane Lippert        | DSM       | a 33"    |
| 8    | Krista Doebel-Hickok | EF-Tibco  | a 37"    |
| 9    | Yara Kastelijn       | Plantur   | a 40"    |
| 10   | Ane Santesteban      | BikeExch. | a 42"    |